# Datzetal
Datzetal (ce qui signifie vallée de la Datze) est une municipalité allemande située dans le land de Mecklembourg-Poméranie-Occidentale et l'arrondissement du Plateau des lacs mecklembourgeois.

## Municipalité
la commune de Datzetal est issue de la fusion en 2003 des communes de Salow et Sadelkow. Elle englobe donc les villages de Bassow, Pleetz, Roga, Sadelkow et Salow.

## Illustrations

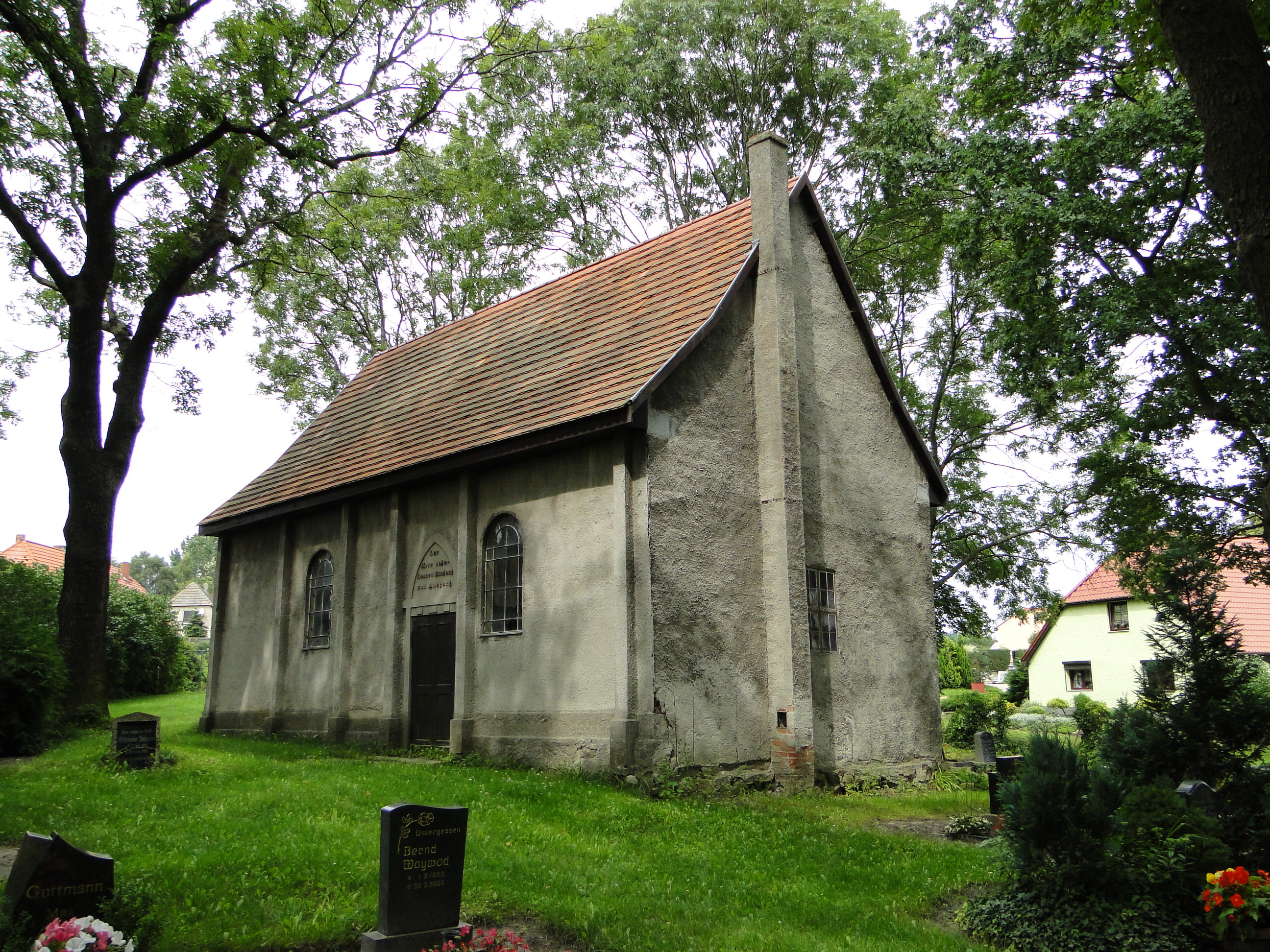
L'église de Bassow
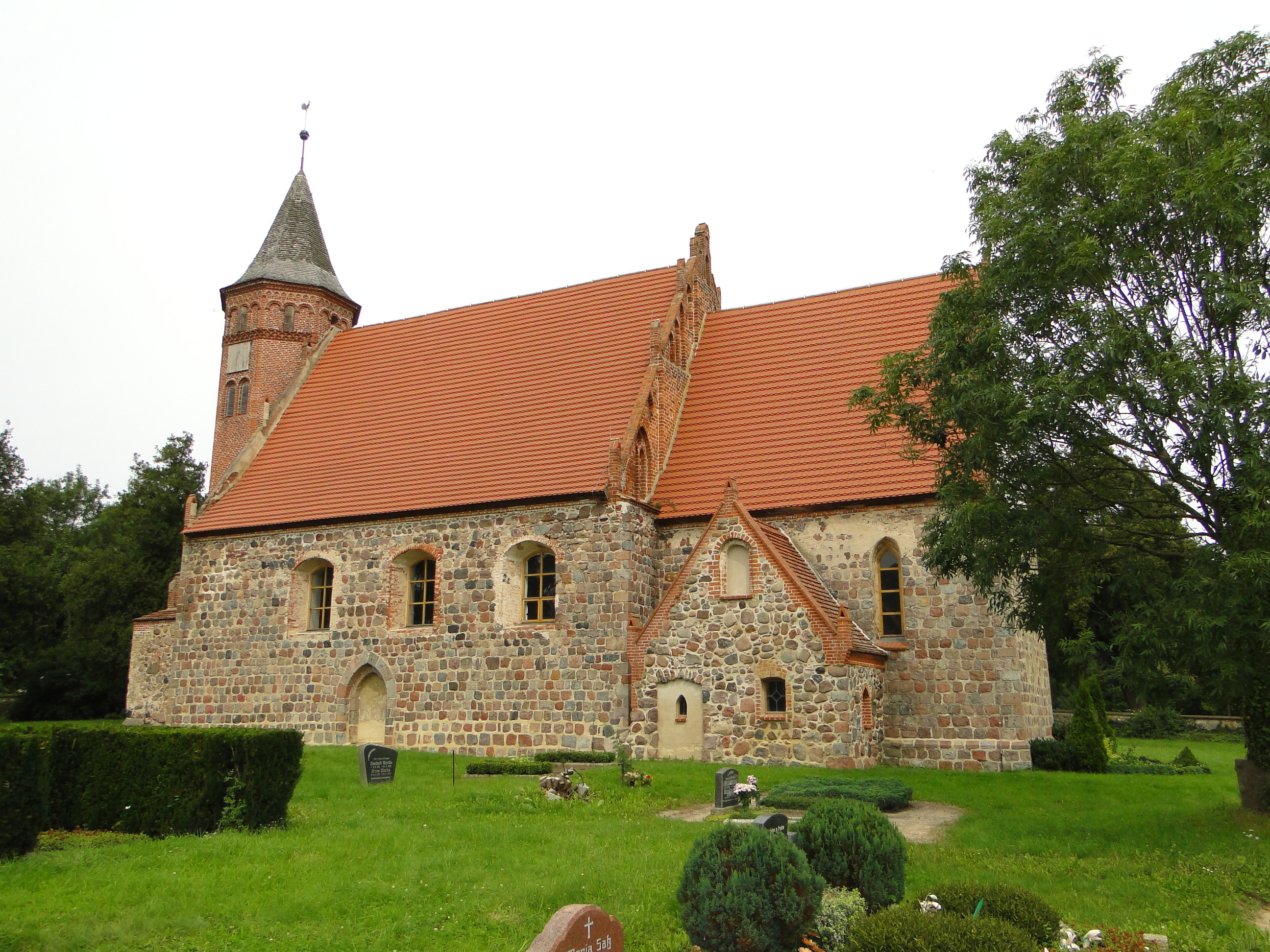
L'église de Roga
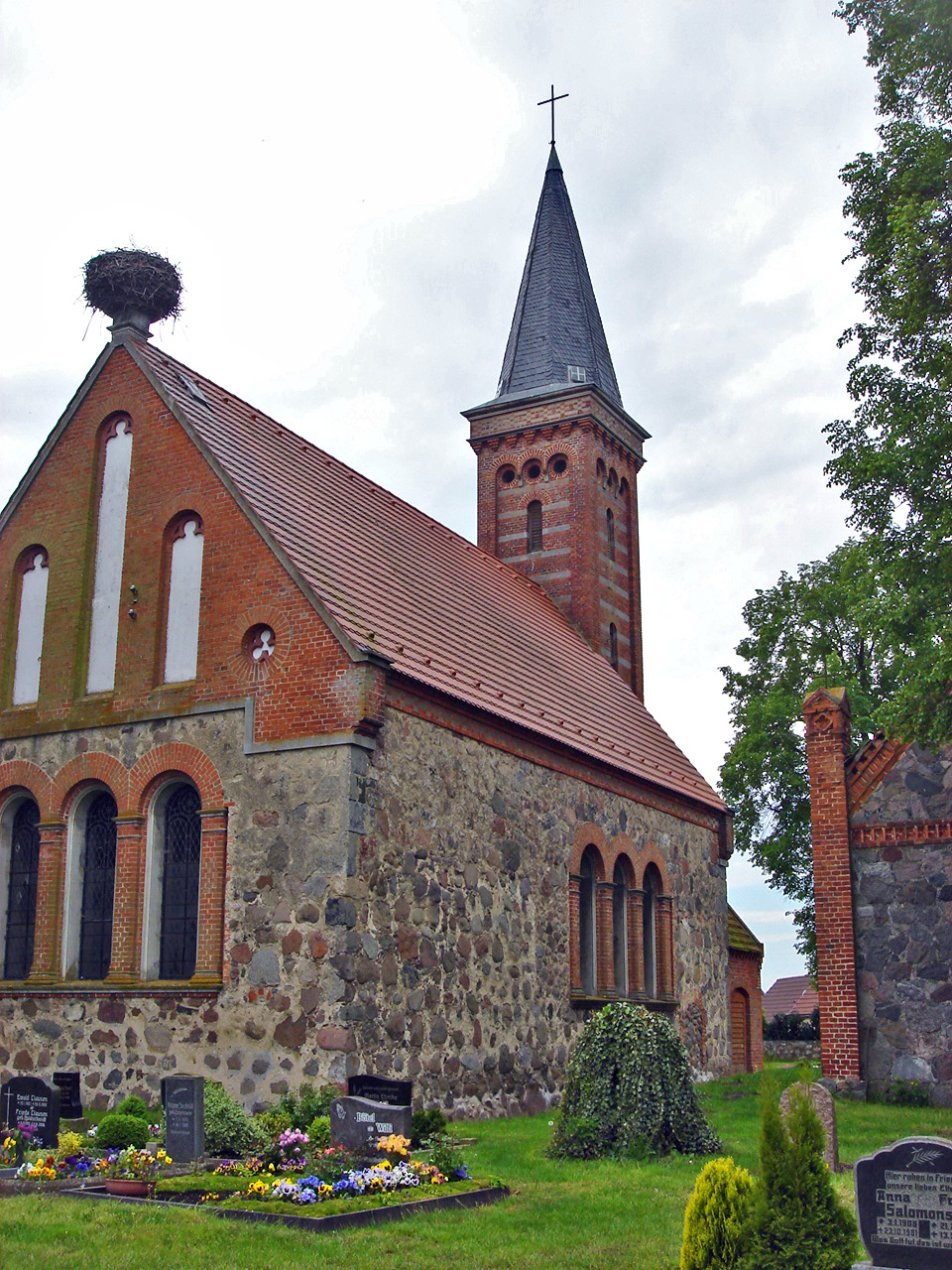
L'église de Sadelkow
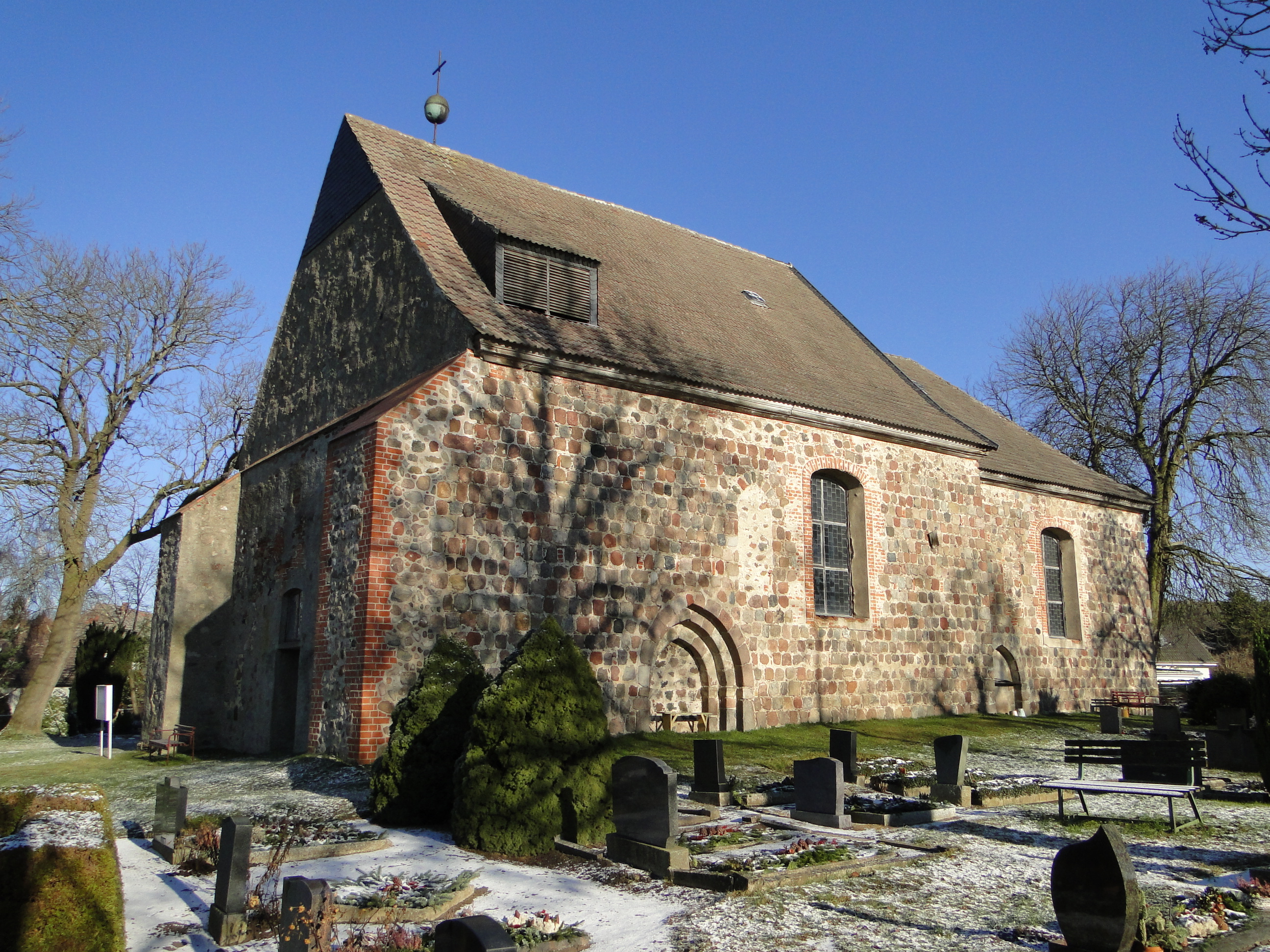
L'église de Salow